# Koizumi Kishio

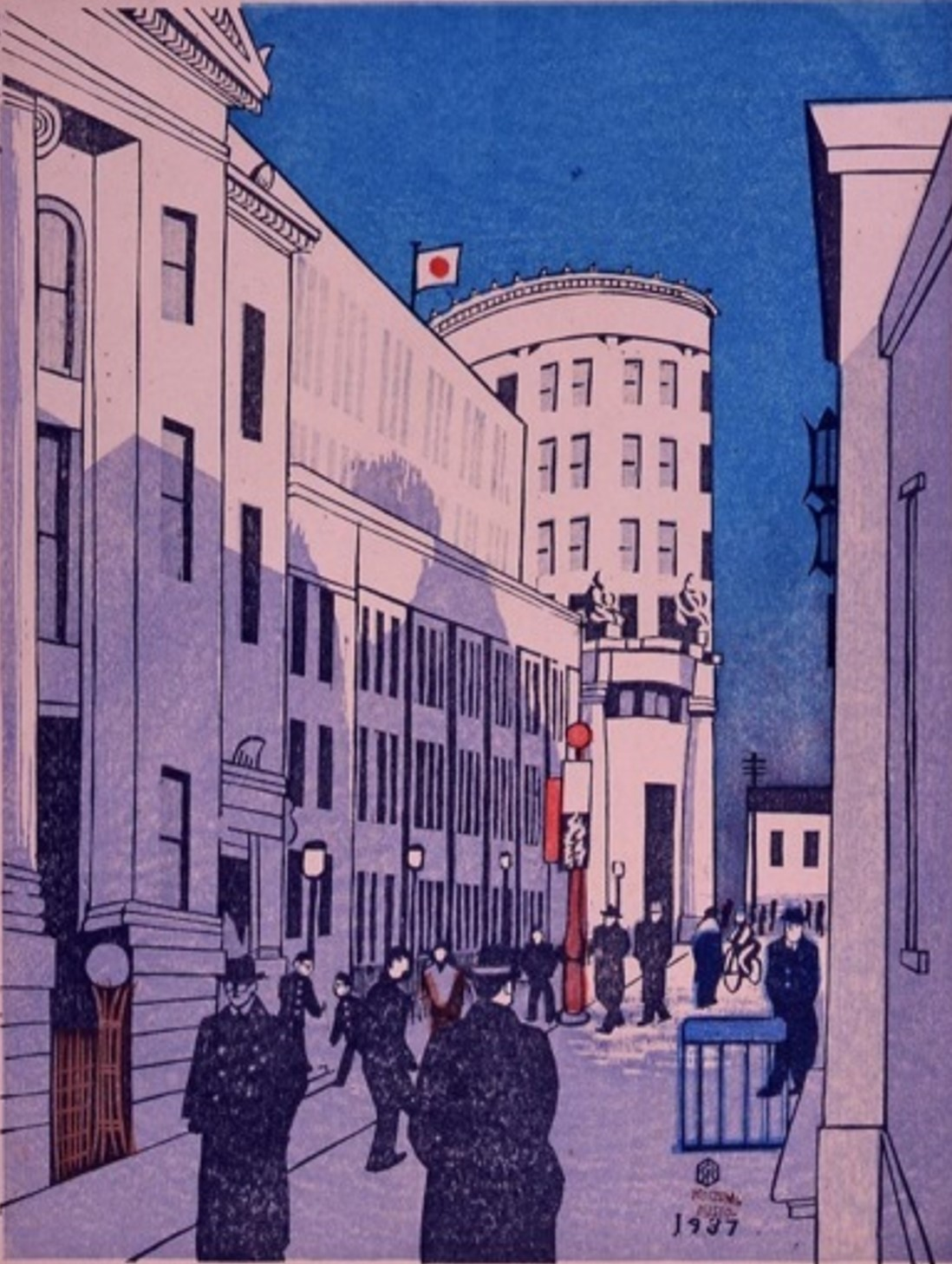
Kabutochô.

Koizumi Kishio (en japonais : 小泉 癸巳男 ; 23 juin 1893, Shizuoka - 7 décembre 1945, préfecture de Saitama) est un artiste peintre et graveur sur bois japonais du mouvement novateur dit Sosaku-hanga.

## Biographie
Né en 1893 à Shizuoka, Koizumi Kishio est le troisième fils de Koizumi Ken'kichi, qui est également un maitre calligraphe. Il prend ses premières leçons auprès de Horikoshi Kankichi, qui prépare l'impression d'un manuel de calligraphie pour son père.
En 1909, il se rendit à Tokyo pour étudier pendant trois ans au sein de la Société d'Aquarelle (日本水彩画会研究所, Nihon suisai-ga kenkyūjo). Maruyama Banka (1867-1942), Ishii Hakutei et Oda Kazuma (1882-1956) comptèrent parmi ses principaux professeurs. Pendant ce temps, il gagnait sa vie avec de petites illustrations en noir et blanc pour des journaux et des magazines.
Il rencontra Tobari Kogan, qui travaillait pour les mêmes périodiques, et, en 1918, à la demande de Tobari, il participa à la fondation de la Société pour la gravure sur bois créative (創作版画協会, Sōsaku hanga kyōkai). Yamamoto Kanae l'encouragea à écrire un manuel sur la gravure sur bois, qui fut ensuite publié sous le titre Comment creuser et imprimer des woodblocks (木版の掘りかた・摺りかた, Mokuhan no horikata/surikata)).
En 1928, Koizumi Kishio commença son œuvre majeure, qui sera publiée sous le titre Cent vues de Tokyo pendant la période Shōwa (昭和東京百図絵, Shōwa Tōkyō hyaku zue). Cette série comprend une centaine de gravures sur bois en couleur de Tokyo créées à partir de 1928 ; il la termina en 1940. Le but de Koizumi était de documenter et illustrer l'évolution et la modernisation de la ville après le grand tremblement de terre de 1923, pendant l'Ère Shōwa (1926-1989). 
Cette œuvre est admirée à la fois pour la diversité des quartiers et sites représentés (monuments, ponts et canaux, jardins, parcs et temples, gares et port, entrepôts et usines, etc.), pour la qualité des dessins et couleurs, pour son style novateur par rapport au style des gravures japonaises traditionnelles dit ukiyo-e, et aussi pour son aspect documentaire sur l'évolution de plusieurs quartiers et monuments de Tokyo et sur l'atmosphère qui y régnait, ou qui y subsiste encore de nos jours. Cette œuvre peut être comparée à de séries similaires de peintures et gravures de vues de Tokyo par d'autres artistes japonais, comme par exemple celles de Hasui Kawase, le célèbre peintre de style Shin-Hanga, plus classique que le style Sosaku-hanga de Koizumi Kishio, ou celles de Kitaoka Fumio, plus jeune et contemporain, avec sa série en noir et blanc dite Visage de Tokyo.
À la fin de sa vie, en 1940, il entama la création d'une série de trente-six gravures du mont Fuji, série intitulée Trente-six vues du Fuji, la montagne sacrée (聖峰富岳三十六景, Seihô Fugoku sanjûrokkei), mais elle demeura inachevée : il ne parvint à produire que les vingt-trois premières.
En 1945, il quitta Tokyo pour échapper aux bombardements de la fin de la Guerre du Pacifique et se réfugia dans sa belle famille dans la Préfecture de Saitama, où il décéda en décembre à l'âge de 52 ans.

## Sélection parmi lesCent vues de Tokyo pendant l'Ère Showa

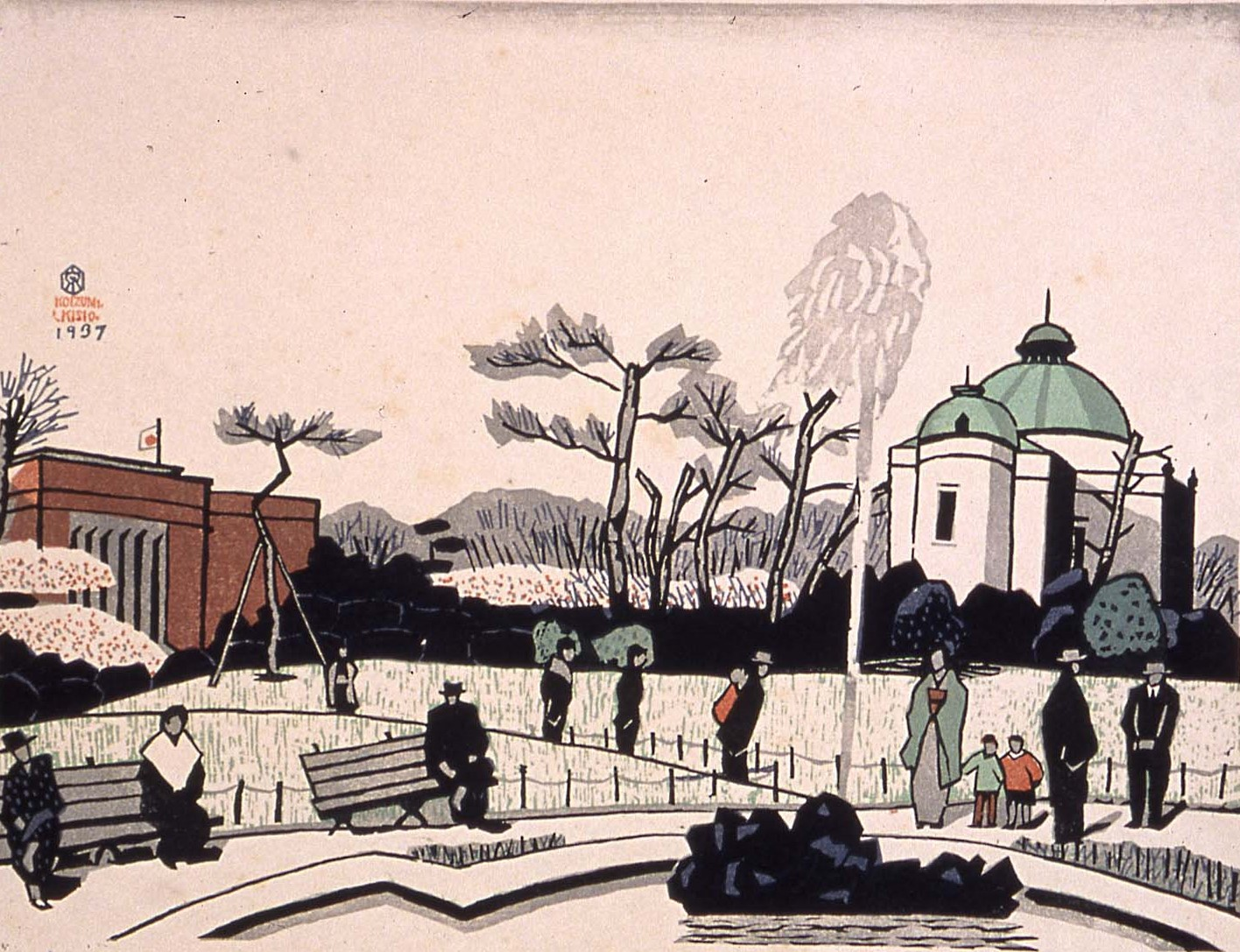
Parc d'Ueno, les musées au couleurs du printemps
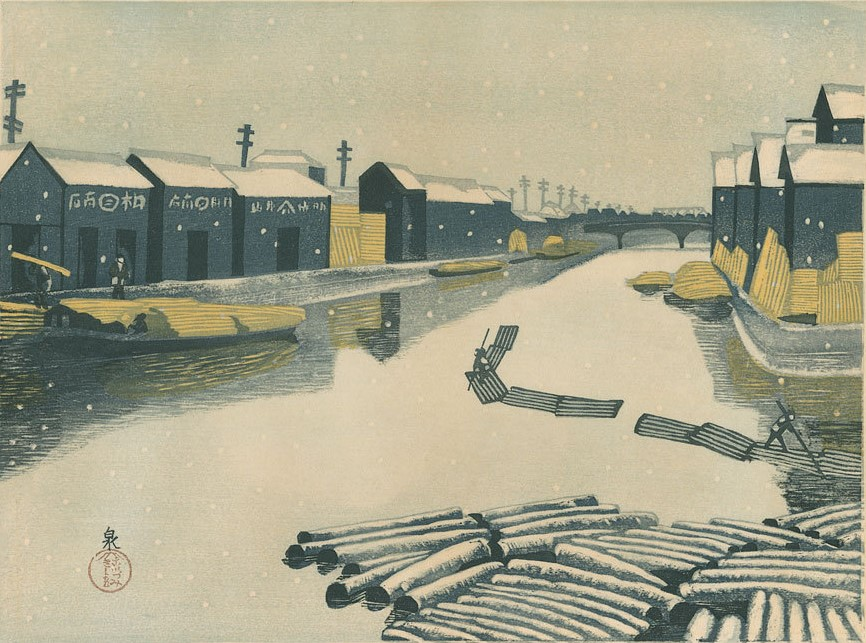
Canal des entrepots de bois du district de Fukagawa (Tokyo)
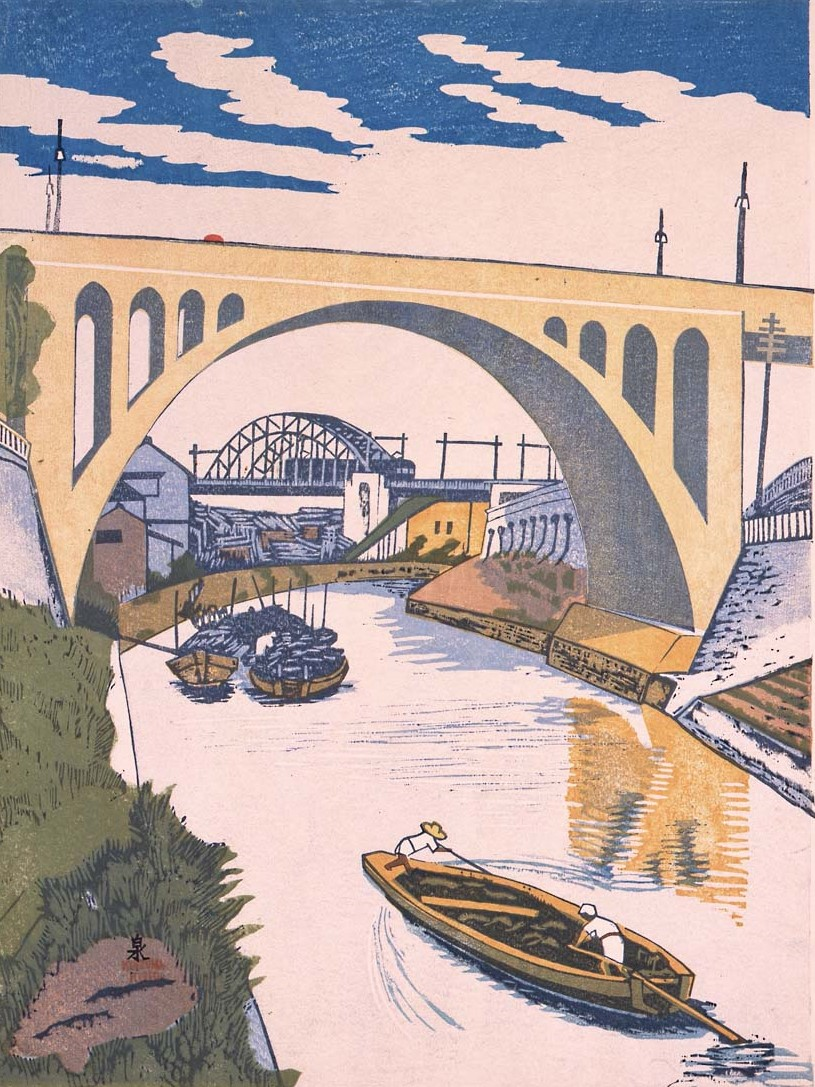
Pont Hijiri
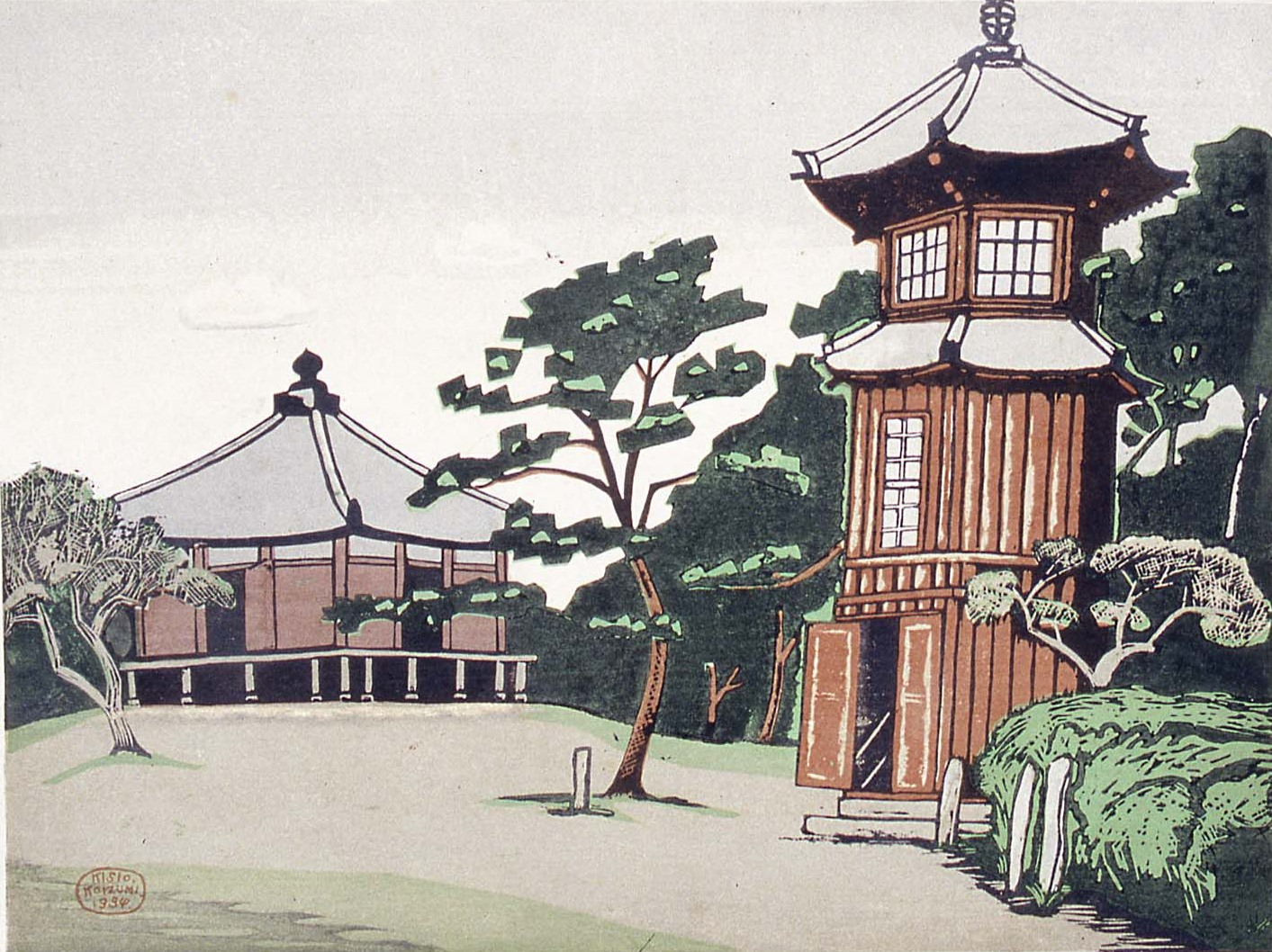
Pavillon des Philosophes, parc Inoue Tetsugaku-dō
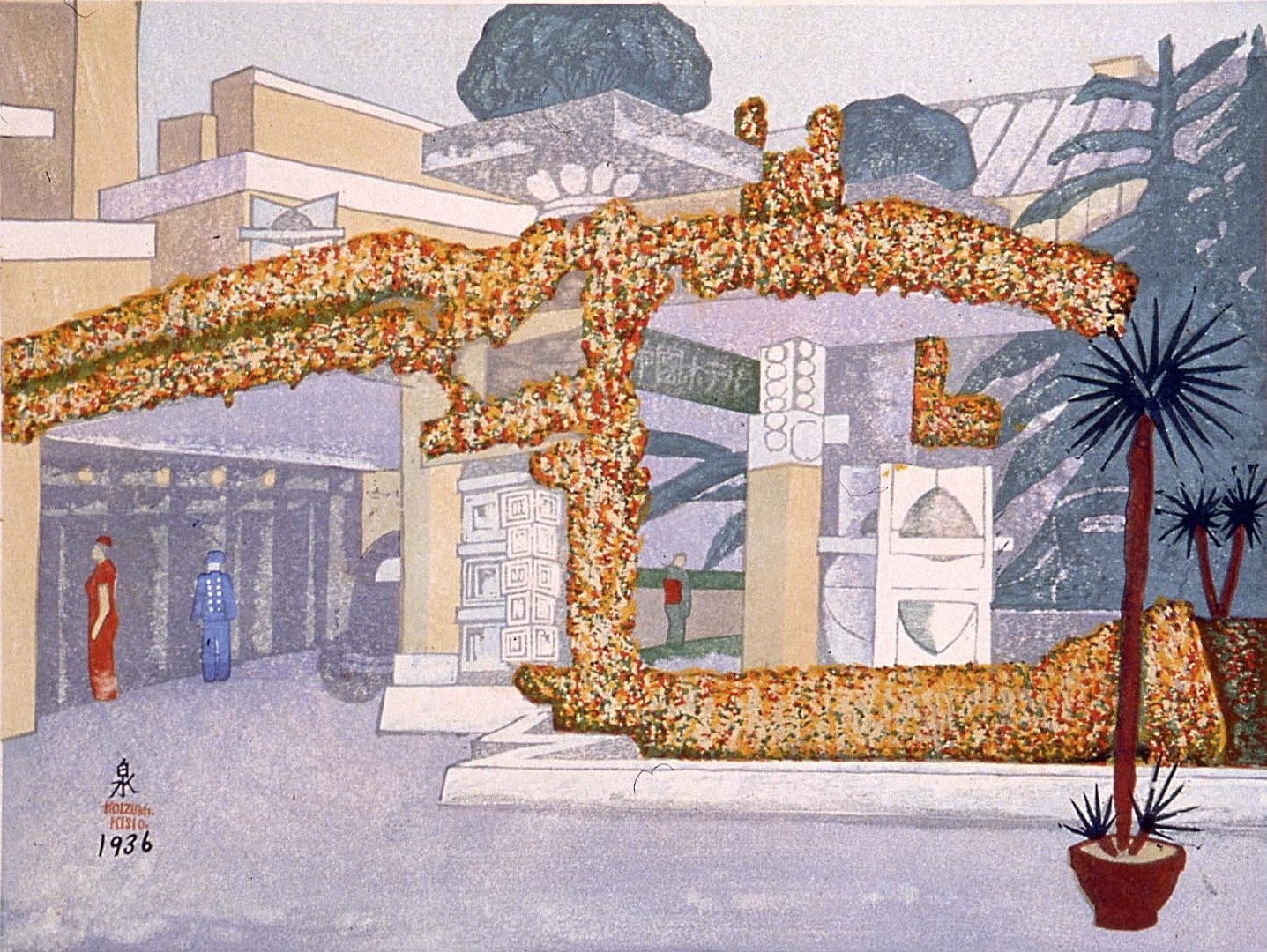
Hôtel Impérial
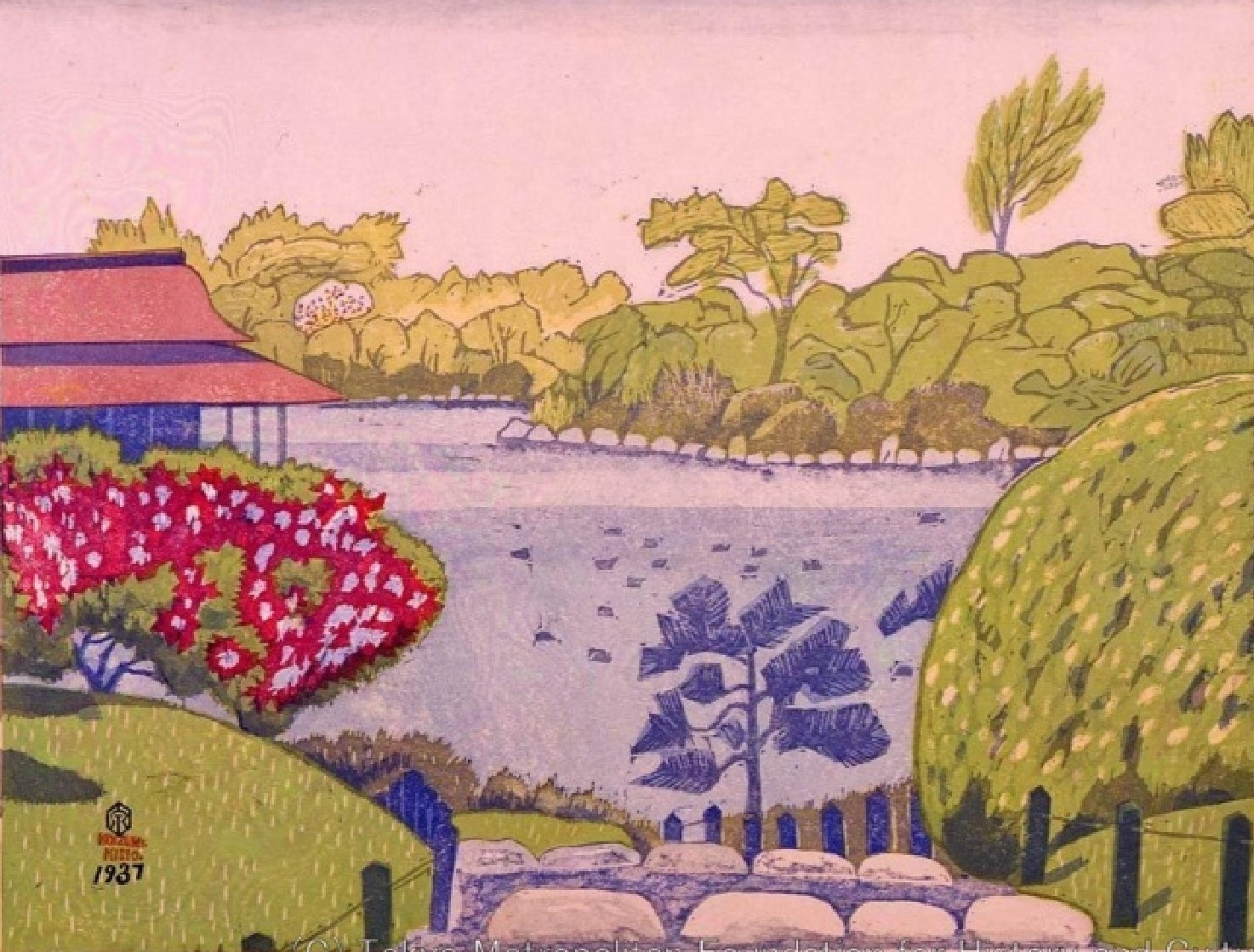
Jardin de Kiyosumi
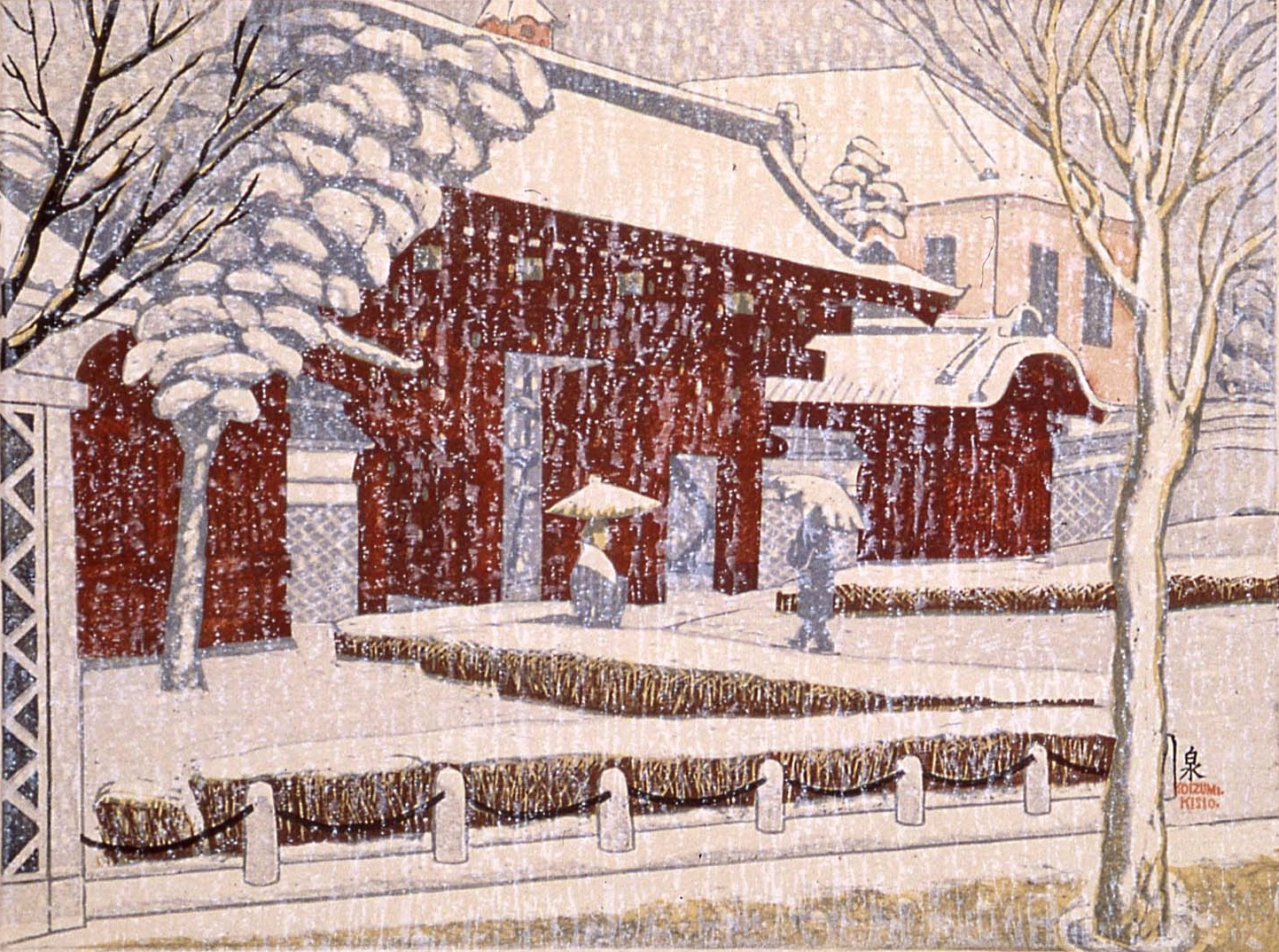
Porte Akamon de l'Université de Tokyo

## Collections et expositions
Des œuvres de Koizumi Kishio figurent dans les collections de nombreux musées publics et privés, dont le Musée d'Edo-Tokyo, le Musée national d'Art moderne de Tokyo, l'Art Institute of Chicago, le Museum of Fine Arts, Boston, le Carnegie Museum of Art de Pittsburgh, le musée de la Wolfsonian Florida International University (FIU) de Miami Beach, Floride, le Fine Arts Museum of San Francisco, le Honolulu Museum of Art, le British Museum de Londres et le musée Nihon no hanga d'Amsterdam.
Plusieurs expositions de la série de gravures des Cent vues de Tokyo ont été organisées, dont : 
- en 1996, au musée d'Edo-Tokyo de Tokyo, intitulée Tokyo en transition
- fin 2003 - début 2004, par la Wolfsonian Florida International University de Miami Beach, Floride, intitulée Tokyo: The Imperial Capital, avec publication d'un catalogue complet[2].
- en novembre 2019 au musée Nihon no hanga d'Amsterdam[3]